# Nina Kessler
Nina Kessler (Breukelen, 4 juli 1988) is een Nederlandse wielrenster die sinds 2024 voor de Amerikaanse wielerploeg EF Education-Cannondale rijdt. Zij is actief op de weg, op de baan en op de mountainbike.

## Biografie

### Op de weg
Met haar ploeg Boels Dolmans werd ze 9e op het WK ploegentijdrit in Valkenburg in 2012 en 10e in Florence in 2013. Na vijf jaar bij deze ploeg, reed ze in 2015 en 2016 voor Lensworld.eu - Zannata. In 2017 en 2018 reed ze voor het Noorse Team Hitec Products en vanaf 2019 drie jaar voor het Amerikaanse Team Tibco. In 2022 en 2023 kwam ze uit voor het Australische Team Jayco AlUla.
In juli 2016 won ze de 2e etappe van de BeNe Ladies Tour en in juni 2017 won ze de Flanders Diamond Tour. In augustus 2018 won ze de Erondegemse Pijl en in mei 2019 won ze het bergklassement van de (volledig vlakke) Ronde van Chongming. In september 2021 werd Kessler tweede in de zesde etappe van de Tour de l'Ardèche achter Teniel Campbell. In oktober 2021 won ze de sprinttrui van The Women's Tour.

### Op de baan

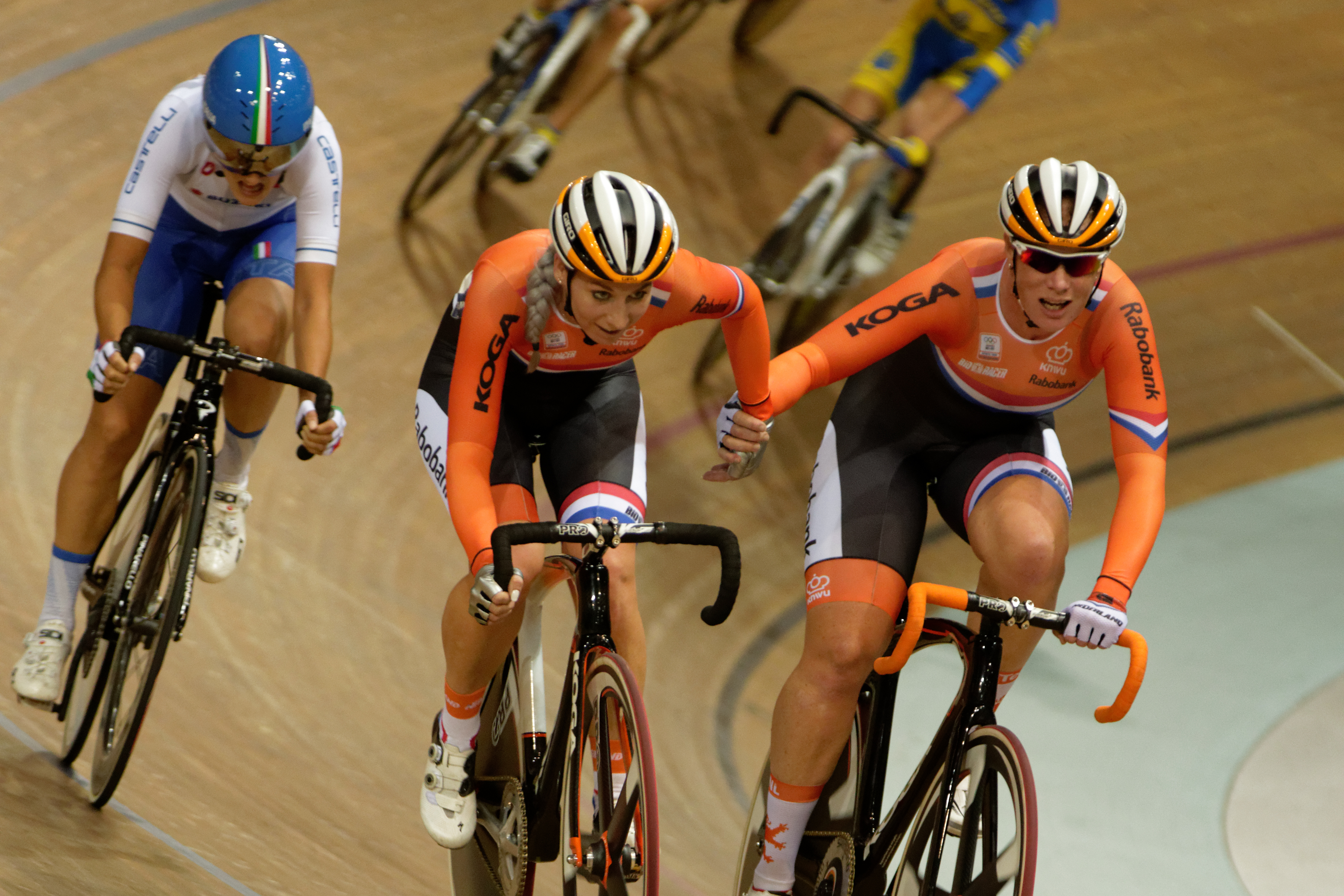
Met Kirsten Wild won ze brons in de koppelkoers op het EK 2016

Op 20 december 2015 werd ze Nederlands kampioen samen met Kirsten Wild in de koppelkoers. Een jaar later won ze samen met Wild brons tijdens de Europese kampioenschappen baanwielrennen 2016. In 2016 en 2017 prolongeerden ze hun nationale titel op de koppelkoers. Bovendien won Kessler in 2016 ook de nationale titel in het omnium en de ploegenachtervolging.

### Op de mountainbike
Kessler is ook actief op de mountainbike in strandraces. In 2014 won ze een bronzen medaille op het Nederlands Kampioenschap en op het NK van 2016 (in december 2015) greep ze het zilver. In januari 2018 won Kessler Egmond-pier-Egmond, voor Rozanne Slik. In december 2019 werd ze in het Franse Duinkerke Europees kampioen strandracen, voor Riejanne Markus. Op het daaropvolgende NK in 2020 won ze weer zilver, en na de Cornapauze greep ze in zowel 2022 als 2023 de titel van Nederlands kampioen strandracen.

## Palmares

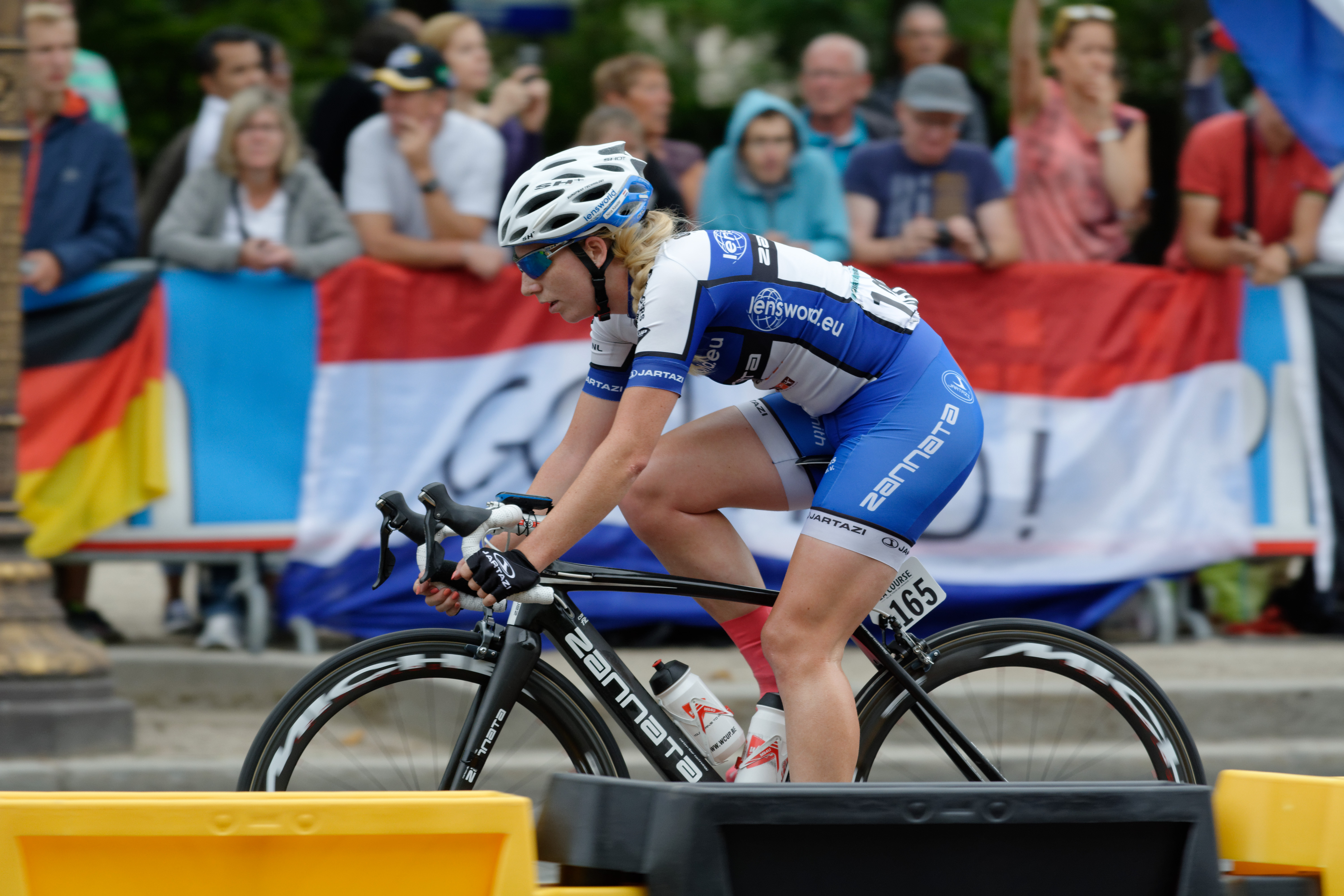
Kessler in La Course 2015

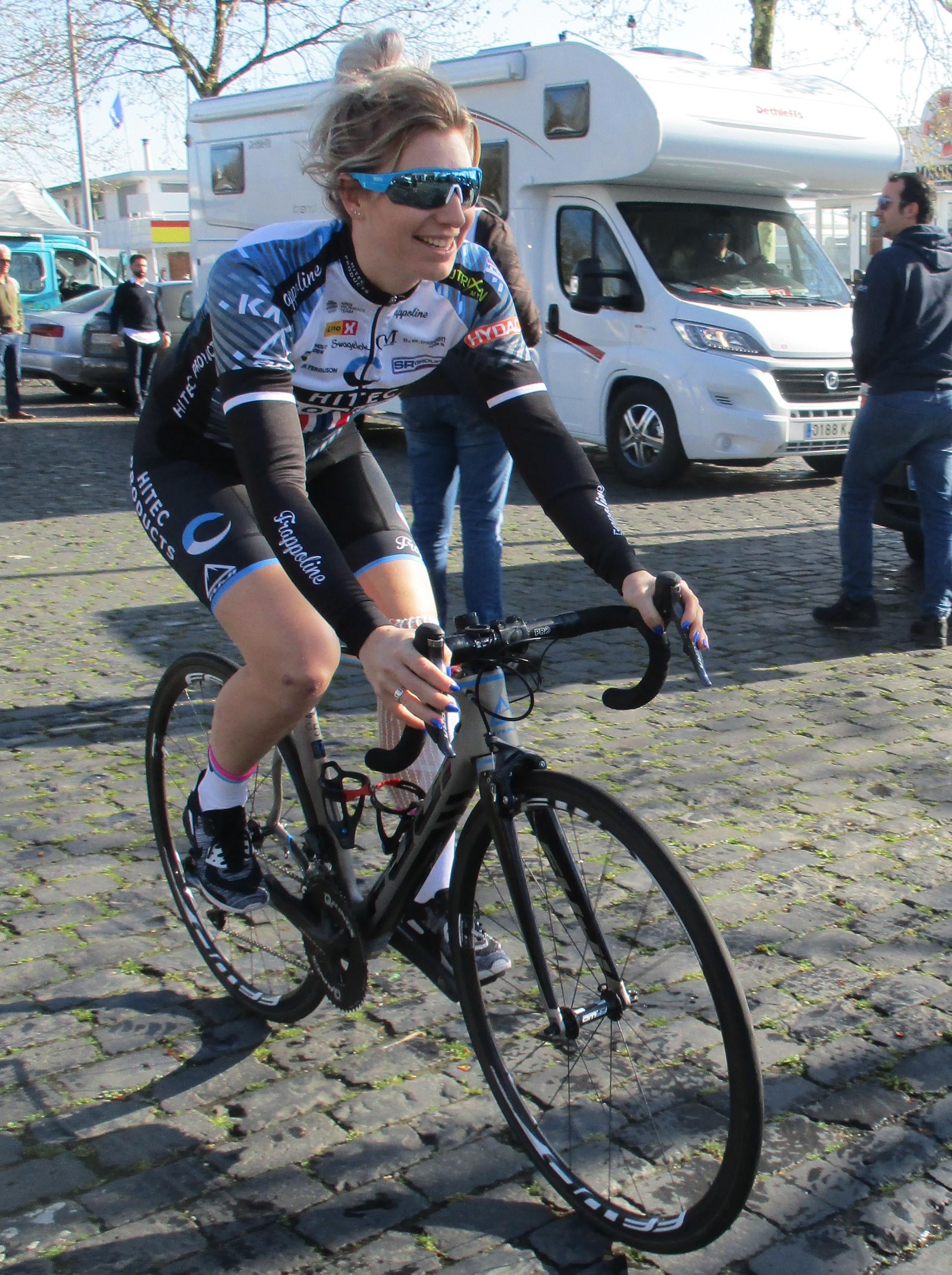
Kessler in de Amstel Gold Race 2018

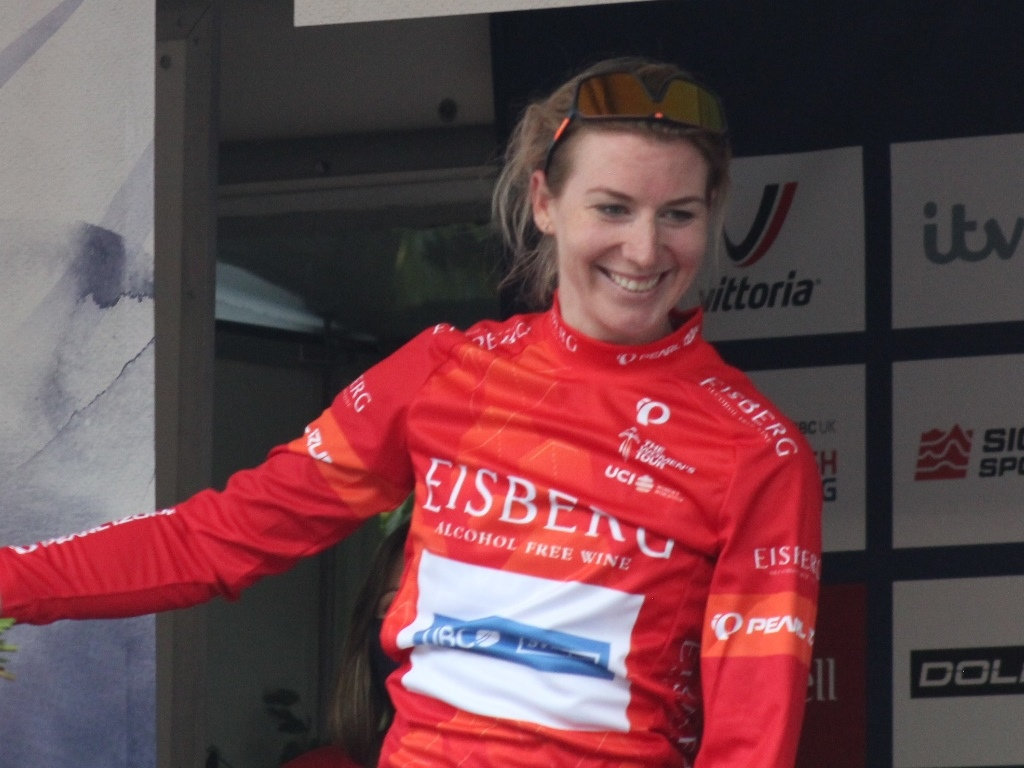
In de sprinttrui in The Women's Tour 2021

### Op de weg
2016
2e etappe BeNe Ladies Tour
2017
1e in Flanders Diamond Tour
2018
Erondegemse Pijl
2019
Bergklassement Ronde van Chongming
2021
Sprintklassement Women's Tour
2025
Ridderronde Maastricht

#### Resultaten voornaamste wedstrijden
| Jaar | Ronde van Italië | Ronde van Frankrijk | Ronde van Spanje |
| ---- | ---------------- | ------------------- | ---------------- |
| 2011 |                  |                     |                  |
| 2012 |                  |                     |                  |
| 2013 |                  |                     |                  |
| 2014 | 113e             | 46e                 |                  |
| 2015 |                  | 42e                 |                  |
| 2016 | 98e              | 52e                 |                  |
| 2017 |                  |                     | 50e              |
| 2018 |                  |                     | 78e              |
| 2019 |                  | opgave              |                  |
| 2020 |                  | buiten tijd         |                  |
| 2021 |                  |                     | 84e              |
| 2022 | 69e              |                     |                  |
| 2023 | 89e              | 94e                 | opgave           |
| 2024 |                  |                     |                  |
| 2025 |                  |                     |                  |

| Jaar | Gent-Wevelgem | Ronde van Vlaanderen | Parijs-Roubaix | Luik-Bast.‑Luik | Le Samyn | Dwars door Vlaanderen | Omloop Het Nieuwsblad |
| ---- | ------------- | -------------------- | -------------- | --------------- | -------- | --------------------- | --------------------- |
| 2011 |               | uitgesl.             |                |                 |          |                       | 92e                   |
| 2012 |               |                      |                |                 |          |                       | 70e                   |
| 2013 |               |                      |                |                 | opgave   |                       | opgave                |
| 2014 | 10e           |                      |                |                 | 62e      |                       | 80e                   |
| 2015 |               |                      |                |                 | 54e      |                       | 83e                   |
| 2016 | 60e           | 83e                  |                |                 | opgave   |                       |                       |
| 2017 | opgave        | opgave               |                | opgave          | 48e      | 17e                   | opgave                |
| 2018 | 71e           | opgave               |                |                 | 7e       | 50e                   | 6e                    |
| 2019 | 16e           | opgave               |                | opgave          |          |                       |                       |
| 2020 | opgave        | 61e                  |                | 55e             | 23e      |                       | opgave                |
| 2021 | 90e           | 90e                  | 44e            | opgave          |          | 55e                   |                       |
| 2022 |               |                      | opgave         | uitgesl.        | 56e      | 36e                   | 90e                   |
| 2023 | opgave        | opgave               | 31e            |                 | 39e      | 98e                   | 30e                   |
| 2024 | 42e           | 59e                  | 56e            |                 | opgave   |                       | 64e                   |
| 2025 | 93e           |                      |                |                 |          |                       | 46e                   |

### Op de baan
| Jaar        | NK                                                                | EK          | WK          | Overige                      |
| Als juniore | Als juniore                                                       | Als juniore | Als juniore | Als juniore                  |
| ----------- | ----------------------------------------------------------------- | ----------- | ----------- | ---------------------------- |
| 2005        | keirin · sprint · 500m · puntenkoers · scratch                    |             |             |                              |
| Als elite   |                                                                   |             |             |                              |
| 2006        | keirin · 4e puntenkoers · 5e 500m · 5e sprint · 8e scratch        |             |             |                              |
| 2007        | keirin                                                            |             |             |                              |
| 2008        | keirin · puntenkoers · 7e sprint · 9e scratch                     |             |             |                              |
| 2009        | 4e keirin 4e koppelkoers 6e sprint 8e scratch 9e puntenkoers      |             |             |                              |
| 2010        | keirin · ploegkoers · 10e puntenkoers                             |             |             |                              |
| 2011        | 5e keirin 5e ploegkoers 10e puntenkoers                           |             |             |                              |
| 2012        | 4e ploegkoers 7e keirin 10e puntenkoers                           |             |             |                              |
| 2013        | 5e ploegkoers 8e puntenkoers 5e scratch                           |             |             |                              |
| 2014        | omnium · ploegkoers · puntenkoers · 5e achtervolging · 5e scratch |             |             |                              |
| 2015        | koppelkoers · ploegenachtervolging · 4e scratch · 9e puntenkoers  |             |             |                              |
| 2016        | ploegkoers · omnium · ploegenachtervolging · scratch              | ploegkoers  |             |                              |
| 2017        | ploegkoers · derny · omnium · 4e scratch · 9e puntenkoers         |             |             |                              |
| 2018        |                                                                   |             |             |                              |
| 2019        | scratch · omnium · puntenkoers · 4e ploegkoers · 5e derny         |             |             |                              |
| 2020        |                                                                   |             |             |                              |
| 2021        | ploegkoers · 5e puntenkoers                                       |             |             |                              |
| 2022        | afvalkoers · ploegkoers · scratch · 5e omnium · 6e puntenkoers    |             |             |                              |
| 2023        | 4e afvalkoers 5e scratch 8e puntenkoers                           |             |             |                              |
| 2024        | puntenkoers · ploegkoers                                          |             |             | Rotterdam: 4e eindklassement |

### Op de mountainbike
2014
 NK Strandrace
2015
 NK Strandrace
2018
Egmond-pier-Egmond
2019
 Europees kampioen MTB Strandrace
2020
 NK Strandrace
2022
 Nederlands kampioen MTB Strandrace
 EK Strandrace
2023
 Nederlands kampioen MTB Strandrace

## Ploegen

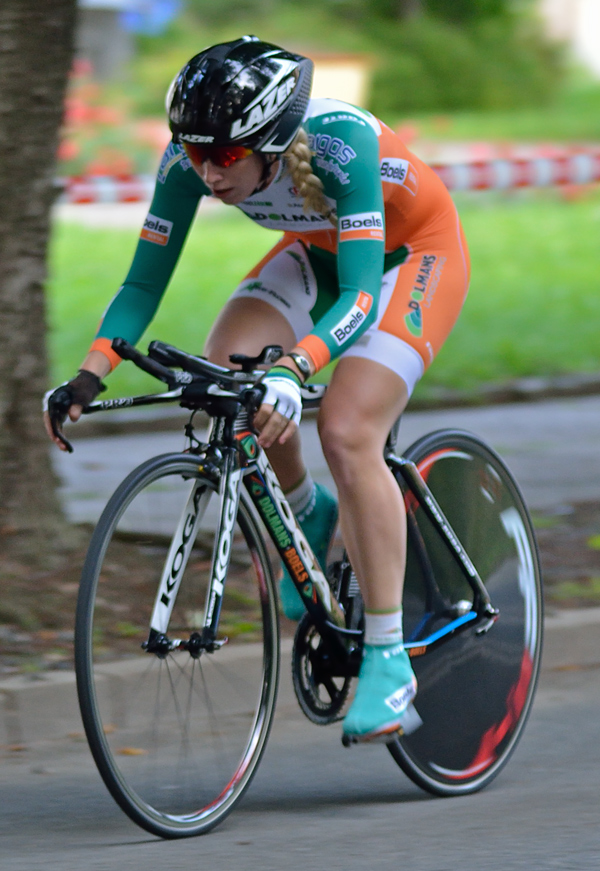
Kessler rijdend bij Dolmans Boels in 2012

- 2010 –  Dolmans Landscaping
- 2011 –  Dolmans Landscaping
- 2012 –  Dolmans Boels
- 2013 –  Boels Dolmans
- 2014 –  Boels Dolmans
- 2015 –  Lensworld.eu - Zannata
- 2016 –  Lensworld - Zannata
- 2017 –  Team Hitec Products
- 2018 –  Team Hitec Products
- 2019 –  Team TIBCO-SVB
- 2020 –  Team TIBCO-SVB
- 2021 –  Team TIBCO-SVB
- 2022 –  Team BikeExchange Jayco
- 2023 –  Team Jayco AlUla
- 2024 –  EF-Oatly-Cannondale[a]
- 2025 –  EF-Oatly-Cannondale

Bras · Decroix · Elzing · Ensing · Gercama · Kessler · Koster · Otten · Pijnenborg · Rooijakkers · Sáblíková · Spoor · Tchalykh · Trott · Van den Broek · Van der Kamp
Armitstead · Bras · Daams · De Baat · Kasper · Kessler · Martin · Rooijakkers · Trott · Van Wanroij · Visser
Armitstead · Daams · De Jong · Ensing · Guarnier · Kasper · Kessler · Majerus · Pawłowska · Trott · Van Dijk · Van Paassen · Van Wanroij · Zijlaard
Aalerud · Andersen · Becker · Bjørnsrud · Frapporti · Gaskjenn · Gotaas Johnsen · Hatteland Lima · Heine · Hoeksma · Kessler · Moberg · Thorsen
Andersen · Becker · Frapporti · Gaskjenn · Guderzo · Gulliksen · Heine · Kessler · Lorvik · Moe · Møllebro · Solvang · Thorsen
Albrecht · Bruderer · Chapman · Cobb · Dixon · Drexel · Guarnier · Jackson · Kessler · Lucas · Malseed · Marcolini · Newsom · Ryan · Slik · Stephens
Bruderer · Clevenger · Crooks · Dixon · Faulkner · Gigante · Kessler · Lucas · Malseed · Newsom · Peñuela · Ryan · Stephens
Buurman · Dixon · Erath · Ewers · Faulkner · Frain · Gigante · Honsinger · Kessler · Langley · Newsom · Peñuela · Smith · Stephens · Ward · Yonamine
Allen · Baker · Campbell · Faulkner · Fidanza · Kessler · Manly · Roseman-Gannon · Santesteban · Spratt · Tan · Williams · Žigart
Allen · Baker · Campbell · Faulkner · Gåskjenn · Howe · Kessler · Manly · Pate · Paternoster · Polites · Roseman-Gannon · Santesteban · Tan · Žigart
Armitage · Borghesi · Cadzow · Emond · Ewers · Faulkner   · Henttala · Jackson · Kakita (vanaf 31/7) · Kessler · Knaven (vanaf 24/6) · Koppenburg · Labecki · Quinn · Rüegg · Stannard · Vallieres
Armitage (tot 1/4) · Berton · Borghesi · Cadzow · Christie · Emond · Ewers · Faulkner   · Henttala · Jackson · Kerbaol · Kessler · Knaven · Roy · Rüegg · Vallieres · Volstad · van der Wolf